# Pearl, Illinois
Pearl är en ort i Pike County i delstaten Illinois, USA.